# Libišany
Libišany (en allemand : Libischan) est une commune du district et de la région de Pardubice, en République tchèque. Sa population s'élevait à 665 habitants en 2024.

## Géographie
Libišany se trouve à 14 km au nord-nord-est de Pardubice, à 9 km au sud-ouest de Hradec Králové et à 95 km au nord-est de Prague.
La commune est limitée par Praskačka à l'ouest et au nord, par Opatovice nad Labem à l'est et au sud, par Čeperka et Podůlšany au sud.

## Histoire
La première mention écrite du village date de 1436.

## Galerie

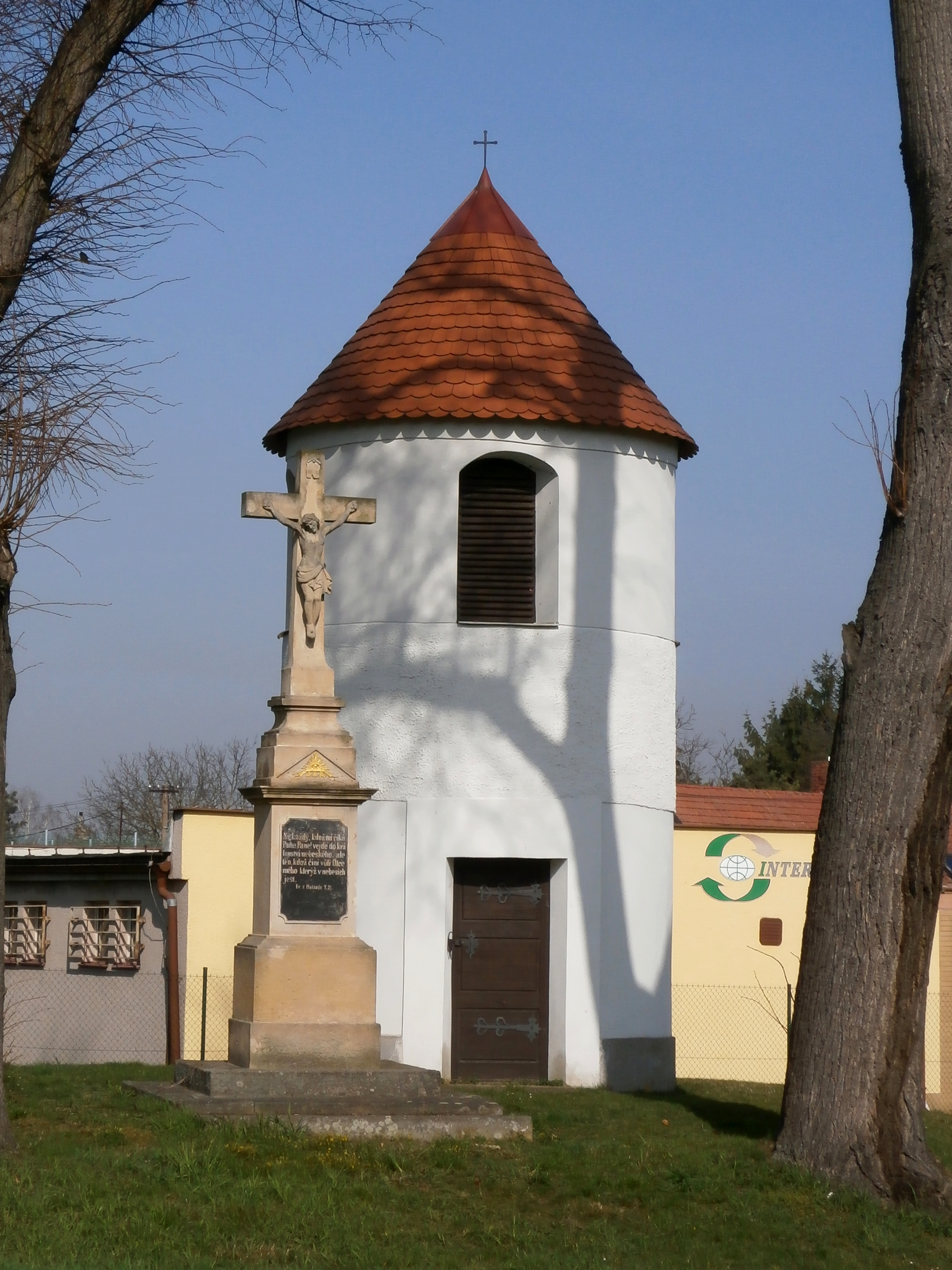
Chapelle à Libišany.
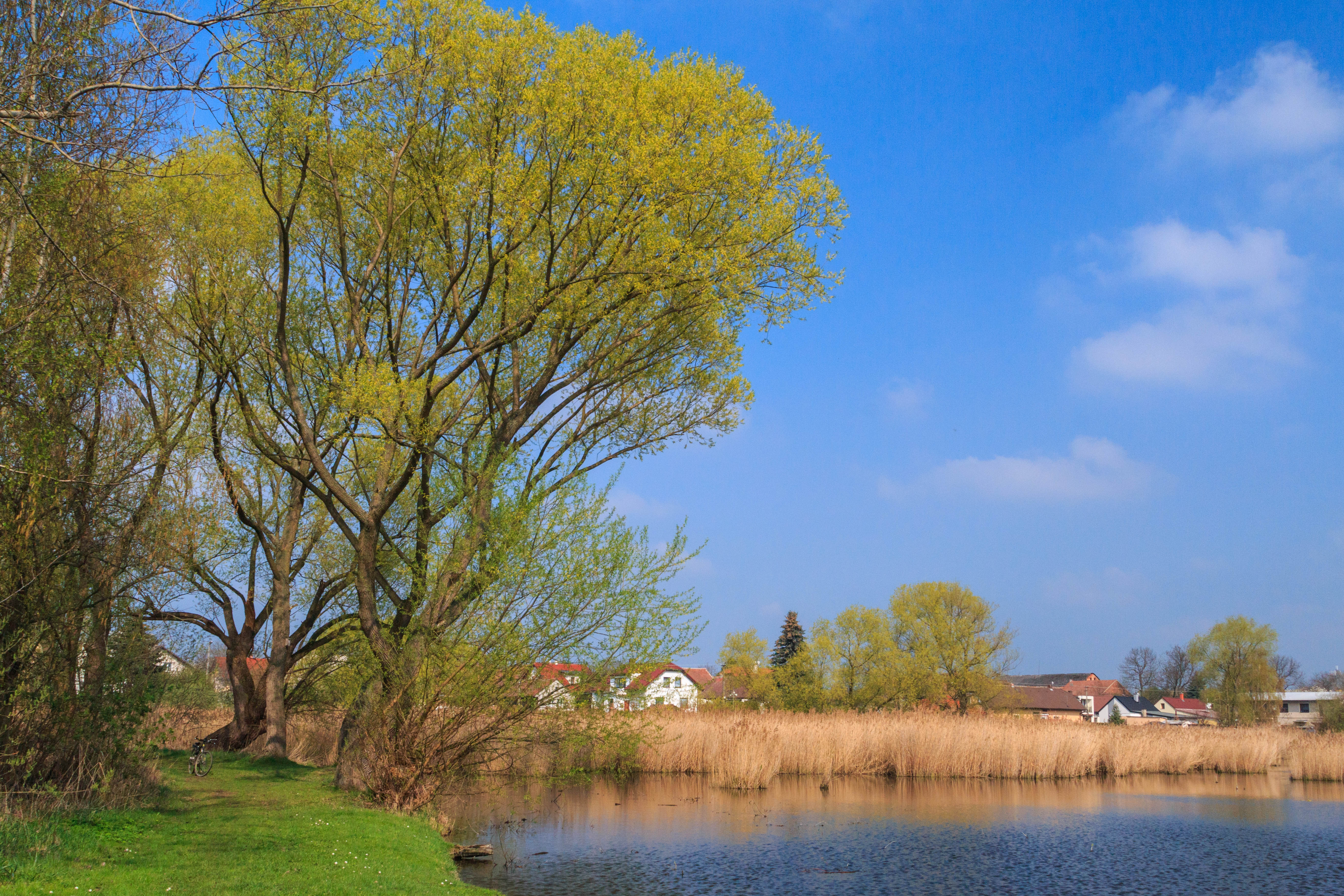
Étang de Libišany.

## Transports
Par la route, Libišany se trouve à 11 km de Hradec Králové, à 18 km de Pardubice et à 109 km de Prague. 